# Штедесдорф
Штедесдорф (нем. Stedesdorf) — община в Германии, в земле Нижняя Саксония.
Входит в состав района Виттмунд. Подчиняется управлению Эзенс. Население составляет 1542 человек (на 31 декабря 2015 года). Занимает площадь 27,95 км².

## География
Штедесдорф является песчаной местностью и лежит на дороге, соединяющей Эзенс (4 км на северо-запад) и Виттмунд (около 9 км на юг-восток). Коммуна помимо самого Штедесдорфа включает в себя села Мамбург, Osteraccum и Тунум.

## История
Первое упоминание о селе Штедесдорф нашли в деле архиепископа Адальберо Бремена датируемое 1137 годом.
В селе Тунум возможно существовал замок, который был обнаружен в 1344 году. Мамбург упоминается в документах, датируемые 1473 годом. Самый молодой поселок Osteraccum впервые упоминается в 1497 году.

## Динамика населения
| Год  | Население |
| ---- | --------- |
| 1990 | 1433      |
| 1995 | 1575      |
| 2000 | 1642      |
| 2005 | 1673      |
| 2010 | 1685      |